# Fulmar (2006)
El buque de operaciones especiales Fulmar es un patrullero de altura de manufactura española, utilizado actualmente por la Dirección Adjunta de Vigilancia Aduanera (DAVA) de la Agencia Estatal de Administración
Tributaria.

## Características
Cuenta con cuatro soportes para ametralladoras, dos en proa en la cubierta de puente, y otras a popa en la cubierta superior. Los barcos del SVA montan habitualmente ametralladoras pesadas o ligeras. Las pesadas son Browning de 12,7 mm, con un alcance máximo eficaz superior a los 1800 m, instaladas en montajes de pedestal. Las
ametralladoras ligeras son MG 42 de 7,62 mm y alcance máximo eficaz de 1000 m, y se disponen en montajes de pivote o en candelero.
En la zona de popa dispone de una pista para helicópteros con capacidad para acoger una aeronave de tipo medio, estando acondicionada para uso nocturno. No cuenta con hangar, aunque sí con posibilidades de reabastecimiento para helicópteros.
Para intercepciones y abordajes en alta mar cuenta con dos embarcaciones, estibadas una en cada banda, entre el puente y la pista para helicópteros, con los correspondientes pescantes y sistemas para arriado y recuperación rápida. Una de ellas tiene capacidad para alcanzar una velocidad de 40 nudos, con autonomía de 125 millas náuticas, propulsión mediante un motor diésel intraborda y un hidrojet Hamilton. La otra lancha tiene una velocidad máxima de 50 nudos, estando propulsada por motores fueraborda. Ambas tienen una eslora algo superior a los 7,5 m.

## Historial
Inicialmente, prestó sus servicios entre Galicia y Canarias, pero en mayo de 2013, trasladó su base a Cádiz.
En febrero de 2014 participó en la detención en aguas de Almería del pesquero de bandera turca Berk Kaptan que transportaba más de 12 toneladas de hachís.